# لئون سه
لئون سه (فرانسوی: Léon Sée‎; ۲۳ سپتامبر ۱۸۷۷ – ۲۰ مارس ۱۹۶۰) شمشیرباز اهل فرانسه بود.